# Matt Shultz
Matthew Shultz é o vocalista da banda americana de rock alternativo Cage The Elephant., nascido em Bowling Green, no estado americano do Kentucky